# Marcel Waline
Marcel Waline, né le 1er octobre 1900 à Épernay (Marne) et mort le 14 octobre 1982 à Paris, est un juriste et universitaire français, professeur de droit public.
Membre du Comité consultatif constitutionnel en 1958, puis du Conseil constitutionnel à partir de 1962, il a consacré l'essentiel de son œuvre à l'étude du droit administratif français.

## Biographie
Grand auteur doctrinal dès l'entre-deux-guerres, père de la théorie des libertés publiques, il fut l'un des rares auteurs à s'opposer clairement au régime de Vichy. Ainsi, dès 1942, il enseignait à ses étudiants que les lois de Vichy étaient contraires à la tradition juridique française. Il inspira l'ordonnance du 9 août 1944 relative au rétablissement de la légalité républicaine sur le territoire. Danièle Lochak relève, pour sa part que Marcel Waline « fut du reste un gaulliste convaincu, et qui, dans le Livre jubilaire du Conseil d'État, parle de cette curieuse prudence dans la forme avec laquelle certaines décisions s'élèvent contre les discriminations ».
Gaulliste, il fut le seul praticien du droit membre du Comité consultatif constitutionnel en 1958, et inspira l’article 66 de la Constitution, sorte d'habeas corpus instituant l'autorité judiciaire comme garante des libertés individuelles.
Il fut nommé par le Général de Gaulle au Conseil supérieur de la magistrature en 1959, puis au Conseil constitutionnel entre 1962 et 1971, avant d'être élu, en 1970, à l'Académie des sciences morales et politiques, au fauteuil de Gabriel Puaux, qu'il occupera jusqu'à son décès, en 1982.

## Carrière universitaire
Docteur en Sciences politiques en 1925 et en sciences juridiques en 1926, Marcel Waline fut chargé de cours à la faculté de droit de Poitiers dès 1927. Il obtient l'agrégation en 1928. Les futurs membres du Conseil d'Etat Maxime Letourneur et Raymond Odent font partie de son équipe d'agrégation. En 1931, devient titulaire de la chaire de droit administratif. Il fut également professeur, aux côtés de son ami Georges Vedel, professeur de droit public à Paris, où il fonda la Bibliothèque de droit public.
En 1953, avec René Cassin, il fonde et codirige l'élaboration des Grands arrêts de la jurisprudence administrative (GAJA), ouvrage de référence incontestable, paru chez l'éditeur Dalloz pour la première fois en 1956 et contenant une sélection de 114 arrêts fondamentaux de la jurisprudence. Ceci lui vaut d'être considéré comme « un des plus grands arretistes du XXe siècle ».
Il est l'auteur de plusieurs centaines de notes de jurisprudence (dont 384 écrites entre 1926 et 1982 et publiées dans les Notes d'arrêts de Marcel Waline) et de doctrine, ainsi que de dizaines d'ouvrages. Pour Daniel Labetoulle, ancien président de la Section du contentieux du Conseil d'État, « les notes de Marcel Waline, solidement ancrées sur les principes de base et les grandes théories du droit public, et hardiment tournées vers l'avenir, ont conservé, au début du XXIe siècle, tout leur intérêt. Leur spontanéité, leur vigueur, leur rigueur aussi, les ont préservé des rides ».

## Carrière universitaire et professionnelle
- 1925 : doctorat de sciences politiques et économiques, faculté de droit de Paris, thèse sur les mutations domaniales
- 1926 : doctorat de sciences juridiques, faculté de droit de Paris, thèse sur la notion judiciaire de l'excès de pouvoirs
- 1927-1931 : chargé de cours de droit administratif à la faculté de droit de Poitiers
- 1928 : agrégé des universités
- 1931-1936 : titulaire de la chaire de droit public de la faculté de droit de Poitiers
- 1936-1974 : professeur de droit public à la faculté de droit de Paris

## Fonctions occupées
- 1958 : membre du Comité consultatif constitutionnel
- 1958-1962 : membre du Conseil supérieur de la magistrature
- 1962-1971 : membre du Conseil Constitutionnel
- 1970-1982 : membre de l'Académie des sciences morales et politiques

## Décoration
- Chevalier de l'ordre du Mérite postal (1960)[7]

## Œuvres et publications

### Sélection d'ouvrages
- La Notion judiciaire de l'excès de pouvoirs : l'excès de pouvoirs du juge, Paris, éd. Dalloz, 1927.
- Manuel élémentaire de droit administratif, puis Traité de droit administratif, Paris, éd. Sirey, 1936 à 1970.
- Défense du positivisme juridique, Paris, Archives de philosophie du droit, 1939.
- L'Individualisme et le droit, Paris, les Cours de droit (polycopié), 1944 ; Paris, Domat-Montchrestien, 1945 (rééd. 1949).
- Les Partis contre la République, préface de René Capitant, Paris, éd. Rousseau, 1948.
- Le contrôle juridictionnel de l'administration, Le Caire, Université Fouad 1er, 1949.
- Traité élémentaire de science et de législation financières, collaboration avec Julien Laferrière, Paris, LGDJ, 1952, XV-581 p. : notice en ligne.
- Les Grands arrêts de la jurisprudence administrative, Paris, éd. Dalloz, 1956 (préface, avec René Cassin).
- Précis de droit administratif, Paris, éd. Montchrestien, 2 tomes, 1969-1970.
- Notes d'arrêts de Marcel Waline, publiées de 1926 à 1982, réunies et classées par Jean Waline, Paris, 3 volumes, rééditées par Dalloz :
  - Volume 1 : Les bases du droit administratif (source des règles, sujets, actes), 2004, 852 p.
  - Volume 2 : L'action de l'administration (police, service public, responsabilité et agents publics), 2005, 1000 p.
  - Volume 3 : Les biens de l'administration (domaine public, travaux publics, expropriation, réquisitions, urbanisme, aménagement du territoire), 2006, 607 p.

### Sélection d'articles
- " Le Pouvoir discrétionnaire de l'administration et sa limitation par le contrôle juridictionnel ", in Revue du droit public et de la science politique en France et à l'étranger, avril-juin 1930.
- " Positivisme philosophique, juridique et sociologique ", in Mélanges Raymond Carré de Malberg, éd. Duchemin, 1993 (1re éd. 1933), pp. 517-534.
- " Observations sur la gradation des normes juridiques établie par Carré de Malberg ", in Revue du droit public et de la science politique en France et à l'étranger, octobre-décembre 1934, puis éd. LGDJ, Paris, 1935.
- " Le prolétariat dans la société actuelle ", in Les cahiers politiques, octobre 1946, no 24.
- " Le pouvoir normatif de la jurisprudence ", in Mélanges Georges Scelle : La technique et les principes du droit public, tome 2, LGDJ, 1950, pp. 613-632.
- " Le Parlement, le pouvoir exécutif et les partis politiques en fonction de la démocratie ", in Revue internationale de droit comparé, 1955, vol. 7, n°2, p. 391-399.
- " Étendue et limites du contrôle du juge administratif sur les actes de l'administration ", Conseil d'État. Études et documents, n° 10, 1956, p. 25-33.
- " Situation actuelle du droit administratif en France ", JCP 1957, II, pp. 4-10.
- " Empirisme et conceptualisme dans la méthode juridique : faut-il tuer les catégories juridiques ? ", in Mélanges Dabin, Sirey, t. 1, 1963, p. 359.
- " Le mouvement des idées constitutionnelles dans les Facultés de Droit françaises au cours du premier tiers du XXe siècle ", in Mélanges Jean-Jacques Chevallier : Histoire des idées et idées sur l’histoire, éd. Cujas, 1977, pp. 259-269.

### Ouvrages
- Collectif, Mélanges offerts à Marcel Waline  Le juge et le droit public, Paris, LGDJ, 1974, 2 vol., LXIV-858 p., broché  (ISBN 978-2275013480) : sommaire en ligne.

### Articles
- Colloque " Le Printemps de la recherche : Marcel Waline ", in RFDA, 2014, n°1, p. 145-190 :
  - Fabrice Melleray, " Marcel Waline et la manière française contemporaine de faire du droit administratif ", RFDA, 2014, p. 145.
  - Anne-Charlène Bezzina, " Marcel Waline et la théorie du domaine public : les prémonitions des notes d'arrêts ", RFDA, 2014, p. 151.
  - Armel Lally, " Le pouvoir normatif du Conseil d'État sous l'éclairage de Marcel Waline ", RFDA, 2014, p. 161.
  - Xavier Souvignet, " Le Traité élémentaire de Marcel Waline, « vecteur du droit administratif moderne » ", RFDA, 2014, p. 174.
  - Nelly Devouèze, " Marcel Waline, constitutionnaliste ", RFDA, 2014, p. 183.